# Equus quagga quagga
Equus quagga, Equus burchellii quagga · Quagga, Couagga
Pour les articles homonymes, voir Quagga.
Sous-espèce
Statut de conservation UICN

EW : Éteint à l'état sauvage
Le Quagga ou couagga (selon les classifications : Equus quagga quagga ou Equus burchellii quagga ou parfois encore Equus quagga) était une sous-espèce de zèbre d'Afrique du Sud, beige, rayé seulement sur l'encolure et l'avant du corps. Mis en concurrence avec le bétail domestique des paysans, il fut exterminé au XIXe siècle par les Boers, colons d'origine néerlandaise implantés en Afrique du Sud. La viande des quaggas était largement consommée et leur peau tannée pour la confection de sacs. Les dernières photos d'un quagga vivant sont celles d'une femelle photographiée en 1870 au zoo de Londres. Le dernier quagga sauvage fut abattu en 1878 et la sous-espèce s'éteignit définitivement le 12 août 1883, au zoo d'Amsterdam. Il n'en reste aujourd'hui que quelques peaux, des crânes, 23 spécimens empaillés et de rares photographies conservées dans des collections. Un spécimen naturalisé, conservé au Museum d'Histoire Naturelle de Paris, fut offert en 1784 à Louis XVI. Il vécut en captivité jusqu'en 1798, la Convention ayant transféré la ménagerie royale au Jardin des plantes.
Equus quagga quagga est considéré comme éteint par l'UICN.
En raison des divers synonymes, il ne faut pas confondre cette sous-espèce disparue avec Equus quagga, dont l'épithète spécifique reprend le même nom, mais qui désigne l'ensemble des Zèbres des plaines ou Zèbres de Burchell.

## Taxinomie

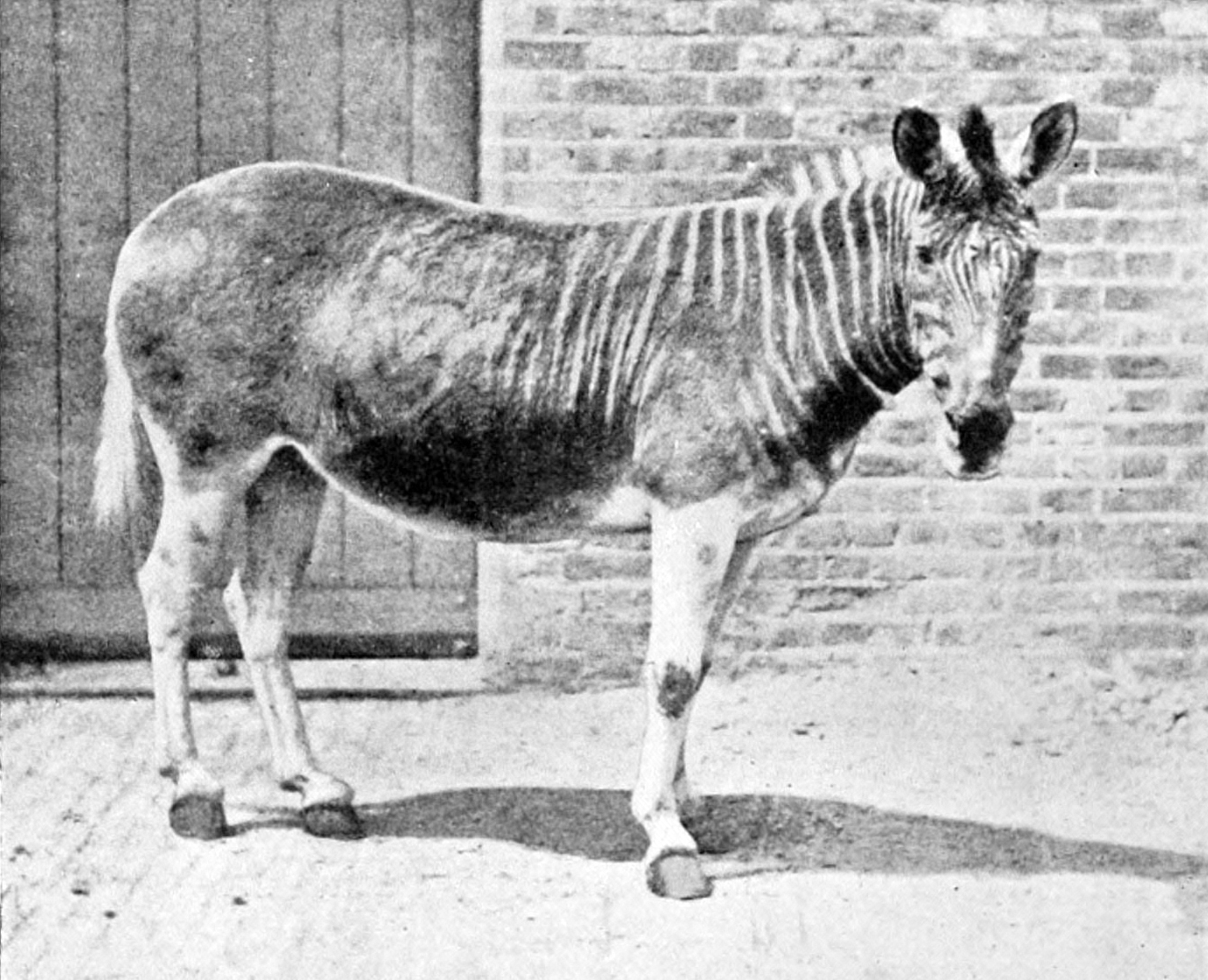
Quagga en captivité

Le quagga était à l'origine classé comme une espèce distincte, Equus quagga, en 1778. Durant les cinquante ans qui suivirent, de nombreux autres zèbres furent décrits par les naturalistes et les explorateurs. Du fait des nombreuses variations de la robe des différents zèbres (il n'y en a pas deux identiques), les taxinomistes furent tentés d'identifier de très nombreuses espèces, sans trouver de moyens simples de repérer lesquelles étaient de véritables espèces et lesquelles des sous-espèces seulement, et lesquelles enfin n'étaient que des variants. Il a fallu attendre les recherches génétiques récentes menées par le Smithsonian Institute pour montrer que le quagga n'était pas une espèce séparée, mais un rameau issu (il y a de 120 000 à 290 000 ans) de celle du zèbre des plaines, Equus burchellii, elle-même extrêmement sujette aux variations. Ces recherches suggèrent donc de le renommer Equus burchellii quagga.

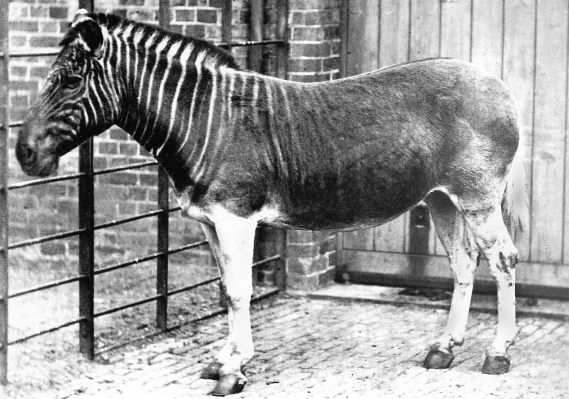
Quagga femelle photographiée en 1870 au zoo de Londres

Il ne faut pas confondre le quagga avec une éventuelle sous-espèce proche de celle-ci, dénommée Equus quagga burchellii ou Equus burchellii burchellii. Cette dernière avait la croupe presque exempte de dessins. Elle peuplait le sud du Botswana et l'état d'Orange. L'extension de la colonisation entraîna son massacre et, en 1910, elle avait disparu à l'état sauvage. Le dernier spécimen mourut en 1911 au zoo de Hambourg. Cependant, selon une nouvelle classification proposée par les Anglais C. P. Groves et H. B. Bell en 2004 et basée sur des observations traditionnelles, ce zèbre serait en fait une simple population de Zèbre de Burchell, ou zèbre des plaines commun, qui aurait disparu d'une région donnée.

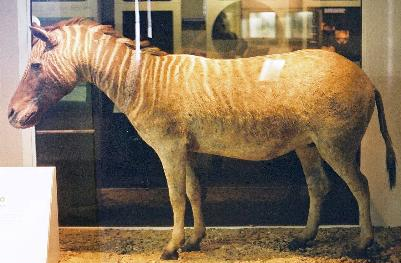
Le Quagga conservé au Natural History Museum de Londres.

## Habitat
Le Quagga vivait dans les régions les plus sèches d'Afrique australe, dans les plaines herbeuses. La limite nord de son habitat semble avoir été le fleuve Orange à l'ouest et la rivière du Vaal à l'est. Au sud-est, la limite devait être le fleuve Grand Kei.

## Description
On pense que le quagga mesurait 257 cm de long et 125 à 135 cm de hauteur à l'épaule. Sur la base des mesures des peaux, les juments étaient significativement plus longues et légèrement plus hautes que les étalons, alors que les étalons des zèbres existants sont les plus grands.  Son motif de pelage était unique parmi les équidés : semblable à un zèbre à l'avant mais plutôt à un cheval à l'arrière.  Il avait des rayures brunes et blanches sur la tête et le cou, les parties supérieures brunes et un ventre, une queue et des pattes blancs. Les rayures étaient les plus audacieuses sur la tête et le cou et s'estompaient progressivement plus bas sur le corps, se fondant avec le brun rougeâtre du dos et des flancs, jusqu'à disparaître le long du dos. Il semble avoir eu un degré élevé de polymorphisme , certains n'ayant presque pas de rayures et d'autres ayant des motifs similaires à la population méridionale éteinte du zèbre de Burchell, où les rayures couvraient la majeure partie du corps à l'exception des parties postérieures, des pattes et du ventre. Il avait aussi une large bande dorsale foncée sur le dos. Il avait une crinière dressée avec des rayures brunes et blanches.

## Comportement
Le quagga était le zèbre des plaines distribué le plus au sud, vivant principalement au sud de la rivière Orange . C'était un brouteur et son habitat était limité aux prairies et à la garrigue intérieure aride de la région du Karoo en Afrique du Sud , faisant aujourd'hui partie des provinces du Cap du Nord , du Cap oriental , du Cap occidental et de l' État libre. Ces zones étaient connues pour leur flore et leur faune distinctives et leur endémisme élevé .  Des quaggas ont été rapportés se rassemblant en troupeaux de 30 à 50 et voyageant parfois de manière linéaire. Ils peuvent avoir été sympatriques avec le zèbre de Burchell entre les rivières Vaal et Orange.  Ceci est contesté,  et il n'y a aucune preuve qu'ils se sont croisés.  Il aurait également pu partager une petite partie de son aire de répartition avec le zèbre de montagne de Hartmann ( Equus zebra hartmannae ).

On sait peu de choses sur le comportement des quaggas dans la nature, et il est parfois difficile de savoir à quelle espèce exacte de zèbre il est fait référence dans les anciens rapports. La seule source qui décrit sans équivoque le quagga dans l'État libre est celle de l'ingénieur militaire et chasseur britannique William Cornwallis Harris .  Son récit de 1840 se lit comme suit :
L'aire géographique du quagga ne semble pas s'étendre au nord de la rivière Vaal. L'animal était autrefois extrêmement commun au sein de la colonie; mais, s'évanouissant devant les progrès de la civilisation, on ne la retrouve plus qu'en nombre très limité et aux seules frontières. Au-delà, dans ces plaines étouffantes qui sont complètement prises de possession par les bêtes féroces, et qu'on peut avec une stricte convenance appeler les domaines de la nature sauvage, elle se produit en troupeaux interminables ; et, quoique ne se mêlant jamais à ses congénères les plus élégants, on le trouve presque invariablement aux côtés du gnou à queue blanche et de l'autruche, pour la société de laquelle oiseau surtout il manifeste la plus singulière prédilection. Se déplaçant lentement à travers le profil de l'horizon semblable à l'océan, poussant un hennissement strident et aboyant, dont son nom forme une imitation correcte, de longues files de quaggas rappellent continuellement au premier voyageur une caravane rivale en marche. Des bandes de plusieurs centaines sont ainsi fréquemment vues faire leur migration des plaines mornes et désolées d'une partie de l'intérieur, qui a formé leur demeure isolée, à la recherche de ces pâturages plus luxuriants où, pendant les mois d'été, diverses herbes poussent leurfeuilles et fleurs forment un tapis vert, parsemé des teintes les plus brillantes et les plus diversifiées.

## Synthétisation de l'apparence de l'espèce
Le quagga est la première espèce éteinte dont on a étudié l'ADN : l'ADN des animaux conservés a été extrait en 1984. L'étude génétique a permis d'identifier les gènes responsables de la couleur brune et des rayures atténuées de cet animal. Or on les retrouve également chez certains zèbres des plaines, ce qui prouve qu'il ne s'agissait que d'une sous-espèce.
Dès que fut découverte l'extrême parenté entre le quagga et le zèbre, le Quagga Project fut lancé en Afrique du Sud par Reinhold Rau (1932-2006) pour recréer le quagga dans un troupeau de Table Mountain en procédant à un élevage sélectif de zèbres des plaines, dans le but de réintroduire l'espèce dans son milieu naturel. Début 2006, on annonçait que la troisième et la quatrième générations issues de ces croisements ressemblaient beaucoup aux descriptions comme aux spécimens conservés de quagga,, présentant les mêmes caractéristiques de rayures. Toutefois, l'apparence seule des « quaggas de Rau » ne permet pas de considérer ces animaux comme une véritable re-création de l'espèce.
Pour obtenir une telle recréation, il faudrait recourir à une autre méthode : utiliser l'ADN du quagga pour « corriger » celui de cellules de l'espèce cousine. Cette technologie de génie génétique est beaucoup plus complexe et n'est pas applicable à l'heure actuelle à la désextinction d'espèces.

De plus, certains scientifiques s'interrogent sur l'intérêt de cette désextinction, qui reproduirait un patrimoine génétique sans rien maîtriser de sa composante épigénétique (donc du résultat réel), et ne saurait participer de l'enjeu d'empêcher l'effondrement de la biodiversité.

## Dans la fiction
- Dans l'épisode 14 de la saison 3 de la série Elementary, il est fait référence à ce type de projet dans le cadre d'une enquête sur le vol de deux femelles zèbres en gestation. Sherlock Holmes découvre que leurs rejetons ne sont pas des zèbres, mais des quaggas.
- Dans un article consacré au zèbre d'un album de la série de bande dessinée Rubrique-à-brac, de l'humoriste-dessinateur Gotlib, le professeur Burp explique que l'existence du « Couagga » était due aux freinages trop brutaux des zèbres, qui faisaient basculer leurs rayures sur l'avant du corps. Ayant appris à mieux maîtriser ses freinages, le zèbre ne se transformait plus en couagga, d'où l'extinction de l'espèce. À l'inverse, il se mit à faire des démarrages foudroyants, décalant les rayures vers l'arrière et donnant naissance à l'okapi.
- Dans le livre de Jean-Paul Dubois, La Succession, il est fait allusion à la mort du dernier quagga dans le zoo d'Amsterdam.